# Fundata (Brașov)
Fundata (deutsch Fundatten, ungarisch Fundáta) ist eine Gemeinde im Kreis Brașov in der Region Siebenbürgen in Rumänien. 

## Geographische Lage

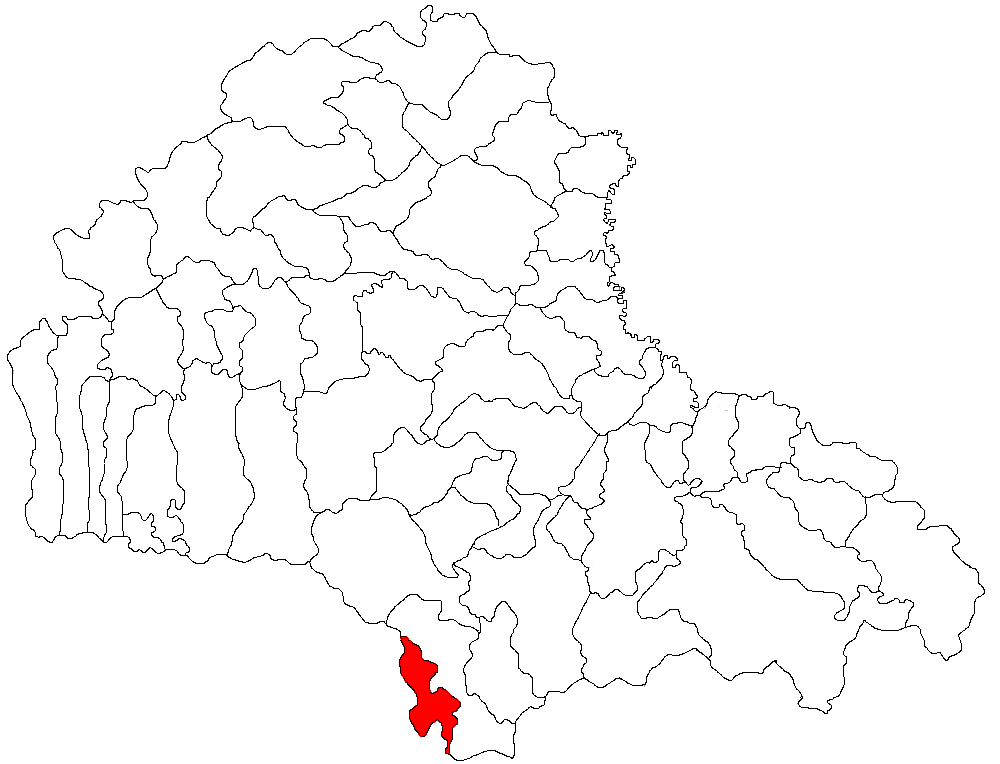
Lage der Gemeinde Fundata im Kreis Brașov

Fundata liegt im äußersten Südosten Siebenbürgens, unmittelbar an der Grenze zur Walachei. Zur Gemeinde gehört der verkehrstechnisch wichtige Pasul Bran (Törzburger Pass). Westlich der Gemeinde befindet sich das Piatra Craiului-, östlich das Bucegi-Gebirge und das Leaota-Gebirge.

## Geschichte
Die Region oberhalb der Törzburg und in der Region des Törzburger Passes wurde vermutlich etwa am Ende des 17. Jahrhunderts besiedelt. Der Ort Fundata wurde im Jahr 1732 erstmals urkundlich erwähnt. Es war ein Dorf rumänischer Bauern und Viehhirten.
Nachdem der Ort Fundata bis zum Ende des Ersten Weltkrieges zum Königreich Ungarn, zum Fürstentum Siebenbürgen bzw. zu Österreich-Ungarn gehört hatte, ist es seitdem ein Teil des Staates Rumänien. Teile des heutigen Gemeindegebietes zählten bereits vor 1918 zum Fürstentum Walachei bzw. zu Rumänien.
Am 26. Juli 2010 stürzte auf dem Gemeindegebiet ein mit sechs israelischen Offizieren und einem rumänischen Hauptmann besetzter Militärtransporthubschrauber ab. Die Weltöffentlichkeit erfuhr in diesem Zusammenhang erstmals von der militärischen Zusammenarbeit zwischen Rumänien und Israel.

## Bevölkerung
Seit den ersten Volkszählungen in Siebenbürgen ist die Gemeinde – die außer dem Ort Fundata noch die eingemeindeten Dörfer Șirnea und Fundățica umfasst – als überwiegend von Rumänen bewohnt ausgewiesen. Im Jahr 1850 wurden 1629 Einwohner (sämtlich Rumänen) registriert. Seit dem Höhepunkt im Jahr 1941 (2284 Einwohner) nahm die Bevölkerungszahl deutlich ab. 2002 bezeichneten sich von den damals 1008 Bewohnern der Gemeinde 1006 als Rumänen und zwei als Ungarn.
Auch im Dorf Fundata selbst war die Einwohnerzahl in den letzten Jahrzehnten deutlich rückläufig. 2002 wurden 526 Bewohner (525 Rumänen, ein Ungar) registriert.

## Verkehr
Fundata liegt an der Passstraße zwischen Brașov und Pitești, die der Europastraße 574 entspricht. Es bestehen Busverbindungen nach Brașov. Der nächste Bahnhof befindet sich in etwa 15 Kilometer Entfernung in der Stadt Zărnești an der Bahnstrecke Brașov–Zărnești.

## Sehenswürdigkeiten
Die Kirche des Ortes Adormirea Maicii Domnului entstand in der ersten Hälfte des 19. Jahrhunderts und steht unter Denkmalschutz.
Fundata ist Ausgangspunkt für Wanderungen in das Piatra Craiului- und das Bucegi-Gebirge.